# المؤتمر الوطني للحزب الشيوعي الصيني
المؤتمر الوطني للحزب الشيوعي الصيني (حرفيا: مؤتمر النواب الوطنيين للحزب الشيوعي الصيني) هو مؤتمر حزبي يقام كل خمس سنوات. يعد المؤتمر الوطني من الناحية النظرية أعلى هيئة داخل الحزب الشيوعي الصيني . منذ عام 1987، عُقد المؤتمر الوطني في شهري أكتوبر أو نوفمبر. مكان الحدث، الذي بدأ في عام 1956، هو قاعة الشعب الكبرى في بكين. في العقدين الماضيين، كان المؤتمر الوطني للحزب الشيوعي الصيني محوريًا على الأقل باعتباره جزءًا رمزيًا من التغييرات القيادية، وبالتالي حصل على اهتمام وسائل الإعلام الدولية.
منذ منتصف الثمانينيات، حاول الحزب الشيوعي الحفاظ على تعاقب سلس ومنظم وتجنب عبادة الشخصية، من خلال إجراء تحول كبير في الموظفين كل عشر سنوات في عدد من المؤتمرات الحزبية الزوجية، ومن خلال تشجيع الناس استعدادًا لهذا التحول في مؤتمرات حزب عدد فردي.
بالإضافة إلى ذلك، نظرًا لأن الأشخاص في المستوى الأعلى من الحزب يتقاعدون، فهناك مساحة للأعضاء الأصغر سنًا في الحزب للارتقاء إلى مستوى واحد. وبالتالي فإن مؤتمر الحزب هو وقت تعديل وزاري عام، وذروة المفاوضات التي لا تشمل فقط القيادة العليا ولكن عمليا جميع المواقف السياسية الهامة في الصين. بسبب الهيكل الهرمي للحزب ووجود سن التقاعد الإلزامي، من المرجح أن يواجه الكوادر الذين لم يتم ترقيتهم في مؤتمر الحزب نهاية حياتهم المهنية السياسية.
بالإضافة إلى إجراء تغييرات في القيادة، يقوم الكونجرس أيضًا بمراجعة وتغيير دستور الحزب، إذا لزم الأمر، واختيار اللجنة المركزية، وهي هيئة قوية لصنع القرار. كل دورة مدتها خمس سنوات من المؤتمر الشعبي الوطني لديها أيضا سلسلة من الجلسات العامة للجنة المركزية التي تعقد منذ منتصف التسعينات بشكل أو بآخر بانتظام مرة واحدة كل عام.